# Vaccaria hispanica
Espèce
Classification APG III (2009)
Vaccaria hispanica est une espèce de plantes à fleurs de la famille des Caryophyllaceae. Elle est appelée saponaire des vaches, vachère d'Espagne, Cow soapwort ou cowcockle au Canada.

## Liste de sous-espèces
- Vaccaria hispanica subsp. grandiflora
- Vaccaria hispanica subsp. hispanica

## Description
Vaccaria hispanica est une herbacée vivace, annuelle à racine pivotante, à tige de 30 à 60 cm et à feuilles simples et entières,  sessiles, uninervées et opposées.
La floraison a lieu de mai à juin. La fleur rose est longuement pédonculée à long calice tubulé, ovoïde-pyramidal, à cinq dents avec de nombreuses nervures (de 15 à 25). Le Corolle a cinq pétales roses ou jaunes avec des écailles à la gorge, dix étamines et généralement deux styles.
Le fruit est une capsule à quatre valves.

## Habitat
La saponaire des vaches se trouve fréquemment dans des endroits chauds et secs. Elle se rencontre en colonie au bord des talus, bord des routes, terrains vagues, plaines, sur les sables, bord des rivières, etc. Elle peut parfois s'élever jusqu'à 1 500 m.
Introduite à partir de l'Europe, après une phase d'expansion dans les champs, elle est aujourd'hui assez rare au Québec.
L'espèce est présente dans tout le bassin méditerranéen.

## Plante autrefois invasive en Amérique du Nord
La saponaire des vaches est aujourd'hui maitrisée grâce aux labours et techniques de désherbage, mais après son introduction d'Europe en Amérique du Nord la saponaire des vaches (telle qu'on l'appelle au Canada où elle est encore considérée comme une mauvaise herbe) a été l'une des principales pestes végétales (mauvaises herbes) des champs de céréales. C'est encore une mauvaise herbe du grain dans les provinces canadiennes des prairies, et sa graine est une impureté fréquente des blés commercialisés, comme l'était jadis la nielle des blés, une autre caryophyllacée riche en saponines.

## Intérêt médicinal
La saponaire des vaches autrefois considérées comme une mauvaise herbe difficile à gérer dans les champs de céréales nord américains fait partie d'une famille (dite Wang Bu Liu Xing) traditionnellement utilisée en Chine pour régulier certains cycles hormonaux (menstruations) et soigner les infections du sein et certains cancers.
Diverses études scientifiques faites depuis les années 1990 laissent penser que les saponines ont effectivement des vertus intéressantes.
- Des saponines purifiées sont déjà utilisées comme adjuvant de vaccins pour animaux, et font l'objet d'essais pour l'Homme.
- La saponaire des vaches est la plante qui produit le plus de saponines et elle est facile à cultiver et peut être semée et récoltée avec le même matériel que celui utilisé pour le colza[3]. 4 000 m2 de culture de saponaire des vaches produit une tonne de graines riche en amidon fin (60 % de son poids), et au moins 20 kg de saponine. Selon le CNRC d'autres composés pourraient aussi avoir un intérêt commercial[3]. Un risque lié à une culture industrielle de cette plante serait de produire des plantes invasives résistantes aux désherbants classiques.
- Vaccaria hispanica contient aussi des peptides cycliques ayant des vertus anti-fongiques ou pour la régulation de la pression sanguine des mammifères[4]

## Synonymes
- Saponaria vaccaria L.
- Vaccaria segetalis (Necker)  Garcke
- Vaccaria pyramidata Medik.